# Sgùrr Fhuaran
Der Sgùrr Fhuaran ist ein 1.109 m (3.638 ft) hoher, als Munro und Marilyn eingestufter Berg in Schottland. Die Bedeutung seines gälischen Namens ist nicht sicher. Meist wird der Name mit Bergspitze der Quellen übersetzt. Der Berg liegt in der historischen Region Kintail in der Council Area Highland, etwa 25 Kilometer südöstlich von Kyle of Lochalsh und gut 40 Kilometer nördlich von Fort William. Er ist der höchste Gipfel einer als Five Sisters of Kintail bekannten Bergkette auf der Nordostseite des Glen Shiel. 
Die Five Sisters bestehen aus fünf Gipfeln, von denen drei als Munros eingeordnet sind. Von Nord nach Südost folgen aufeinander der Sgùrr nan Saighead, der Sgùrr Fhuaran, der Sgùrr na Càrnach, der Sgùrr na Ciste Duibhe und der Sgùrr nan Spàinteach. Der 929 m (3.048 ft) hohe Sgùrr nan Saighead ist der nördlichste Gipfel und ist dem Sgùrr Fhuaran als Munro-Top zugeordnet. Insgesamt erstreckt sich der Grat der Five Sisters auf etwa fünf Kilometer auf der Nordostseite des Glen Shiel.
Der Sgùrr Fhuaran besitzt eine markante Gipfelpyramide, die ihn in der Kette der Five Sisters heraushebt. Besonders auffällig ist der lange und steile Westgrat, der bis in den Talboden des Glen Shiel reicht und mit fast 1000 Höhenmetern einer der längsten durchgehenden Grataufstiege in Schottland ist. Nach Norden führt der Hauptgrat zum 929 m (3.048 ft) hohen Sgùrr nan Saighead, der aufgrund seiner geringen Schartenhöhe dem Sgùrr Fhuaran als Munro-Top zugeordnet ist. Etwas östlich des Gipfels zweigt ein kurzer und felsiger Grat nach Nordosten ab, zusammen mit dem Nordgrat umschließt er das steile Coire a’ Mhadaidh mit der Nordwand des Sgùrr Fhuaran. Der vor allem auf seiner Nordseite felsige Ostgrat reicht etwa einen Kilometer auf etwas über 900 m Höhe bis zum A’ Charraig, der über dem östlich liegenden Gleann Lichd, dem Tal des River Croe, aufragt. Zusammen mit den südlich bzw. südöstlich anschließenden Gipfeln der Five Sisters bis hin zum Sgùrr nan Spàinteach umschließt der Ostgrat das tief eingeschnittene Coire Domhain. Südlich benachbart und durch den etwa 870 m hohen Bealach na Carnach vom Sgùrr Fhuaran getrennt schließt sich der 1.002 m (3.287 ft) hohe Sgùrr na Càrnach an, der ebenfalls als Munro eingeordnet ist.

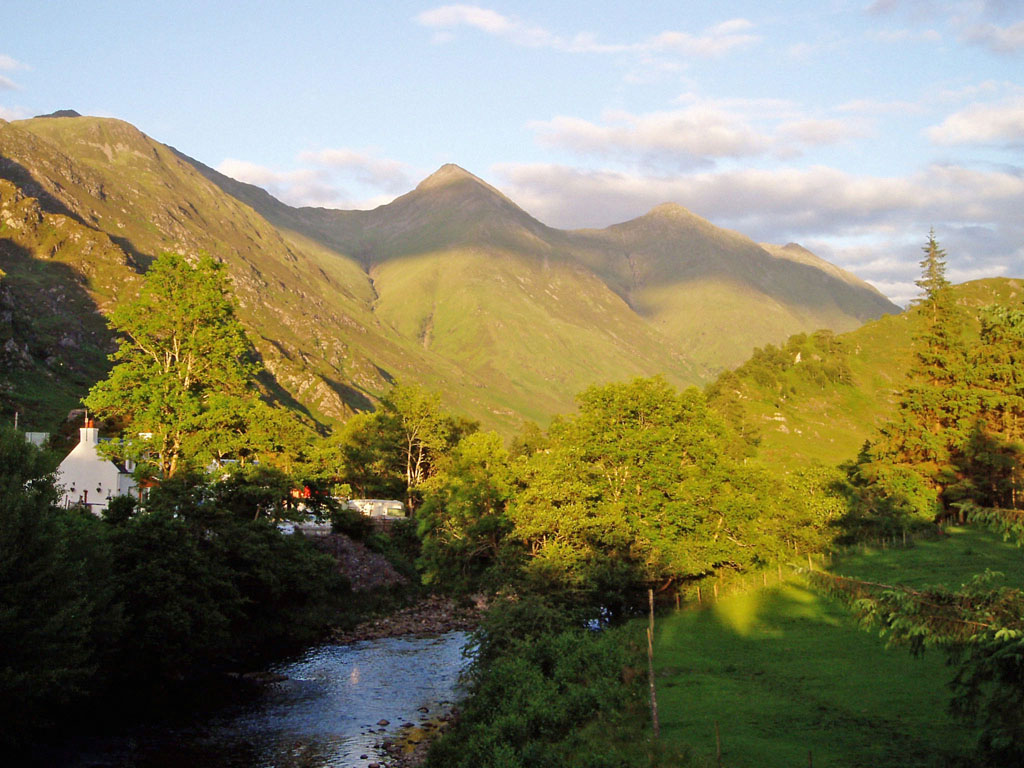
Vier der Five Sisters of Kintail, von links Sgùrr nan Saighead, Sgùrr Fhuaran, Sgùrr na Càrnach und Sgùrr na Ciste Duibhe
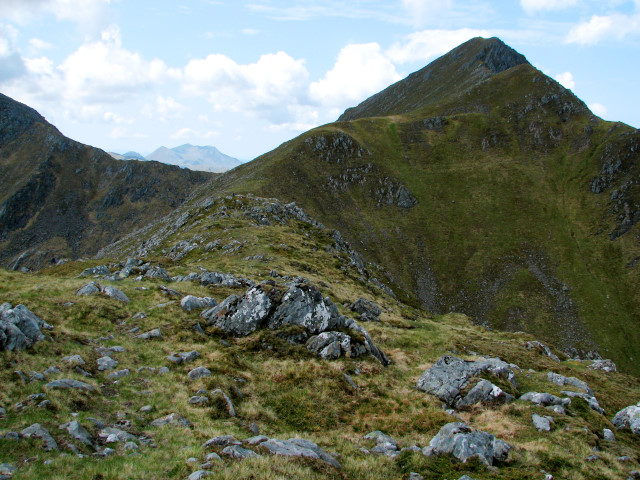
Der Ostgrat des Sgùrr Fhuaran, Blick zum Gipfel
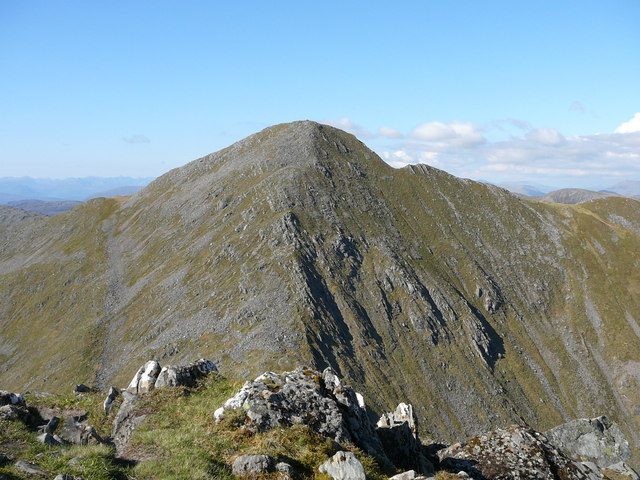
Blick vom Gipfel des Sgùrr na Càrnach zum Sgùrr Fhuaran
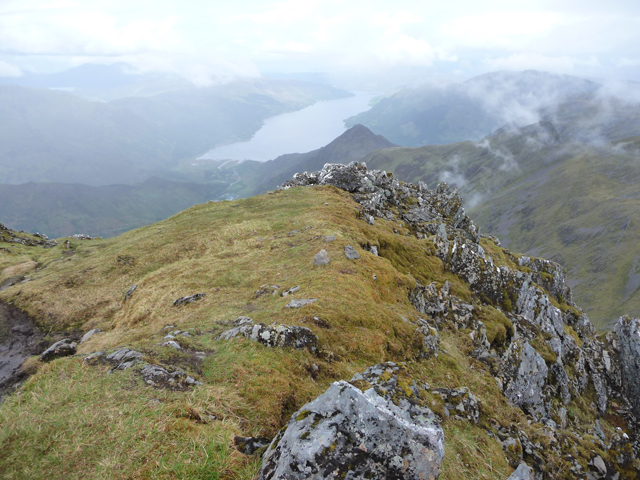
Blick vom Gipfel des Sgùrr Fhuaran nach Westen, im Hintergrund Loch Duich

Die meisten Munro-Bagger besteigen den Sgùrr Fhuaran im Zuge einer Überschreitung der Five Sisters. Meist wird die Bergkette in Ost-West-Richtung begangen, da so weniger Höhenmeter im Anstieg erforderlich sind. Ausgangspunkt ist ein Parkplatz an der A 87 im Glen Shiel, etwa auf halber Strecke zwischen dem Cluanie Inn und Shiel Bridge am Ostende von Loch Duich. Der Anstieg führt in die Scharte des Bealach an Làpain zwischen dem Sàileag und dem Sgùrr nan Spàinteach. Von dort führt die Grattour über den Sgùrr nan Spàinteach und die weiteren Gipfel der Five Sisters, der vorletzte ist der Sgùrr Fhuaran. Vom Sgùrr nan Saighead führt der Abstieg durch das Coire na Crìche bis an das Ostende von Loch Duich. Alternativ kann der Sgùrr Fhuaran auch über den langen Westgrat bestiegen werden, Ausgangspunkt ist die Farm Achnangart im Glen Shiel. Die Besteigung ist auch aus dem Gleann Lichd über den Ostgrat möglich, erfordert aber einen etwas längeren Anmarsch entlang des Affric Kintail Way. Ausgangspunkt ist die kleine Ansiedlung Morvich am Ostende von Loch Duich.